# HD95442
HD95442 — хімічно пекулярна зоря спектрального класу A0, що має видиму зоряну величину в смузі V приблизно  7,9.
Вона  розташована на відстані близько 736,2 світлових років від Сонця.

## Пекулярний хімічний склад
Зоряна атмосфера HD95442 має підвищений вміст 
Cr
.